# American Alpha
American Alpha là một nhóm đấu vật chuyên nghiệp, gồm những đô vật Jason Jordan và Chad Gable. Họ biểu diễn ở WWE SmackDown, nơi họ là cựu vô địch đồng đội SmackDown.